# Johann Philipp Du Roi
Johann Philipp du Roi (Braunschweig, 2 de junio de 1741 - ibíd. 8 de diciembre de 1785) fue un médico, y botánico alemán, con énfasis de la Dendrología.

## Vida y obra
Du Roi estudió en la universidad de Helmstedt medicina, obteniendo en 1764 su doctorado en Medicina; y hacia 1765 fue responsable de una forestación en Harbke. Su obra Die Harbke'sche wilde Baumzucht… fue el prrimer tratado de Dendrología en Alemania.
En 1777 se estableció en Braunschweig y practicó la medicina, hasta su deceso.

## Honores

### Epónimos
Género Duroia L.f. de la Familia de Rubiaceae.

## Obra
- De paralysi gravissima femorum crurumque sanata. Disertación de defensa de tesis, 1764
- Dissertatio inavguralis Observationes botanicae, 62 pp. en línea 1771
- Die Harbcke'sche wilde Baumzucht, teils nordamerikanischer und anderer fremder, teils einheimischer Bäume (La cría Harbcke'sche de árboles silvestres, en algunos países de América del Norte y otros extranjeros, además algunos árboles nativos), 606 pp. en línea 1771-1772
- D. Joh. Phil. Dü Roi Harbkesche wilde baumzucht theils nordamerikanischer und anderer fremder: theils einheimischer bäume, sträucher und strauchartiger pflanzen, nach den kennzeichen der anzucht, den eigenschaften und der benutzung beschreiben. Editor Johann Friedrich Pott & Schulbuchhandlung, 1795
- La abreviatura «Du Roi» se emplea para indicar a Johann Philipp Du Roi como autoridad en la descripción y clasificación científica de los vegetales.[3]